# Centro Al Quds para Estudos Políticos
O Centro Al Quds para Estudos Políticos (em inglês, Al-Quds Center for Political Studies) 
é um instituto de pesquisas independente sediado em Amman, Jordânia, fundado no início de 2000 . Tem como objetivo promover uma compreensão ampla e acurada dos problemas da sociedade e do estado jordaniano, examinando, sob diferentes ângulos, o ambiente regional e internacional, de modo a manter a opinião pública árabe informada acerca das transformações do Oriente Médio.
O Centro dedica especial atenção ao conflito israelo-árabe, particularmente no que diz respeito à causa palestina, às negociações de paz, a resolução definitiva dos problemas e as perspectivas para a região nas próximas décadas. Dada a localização estratégica da Jordânia, entre Israel e os campos de petróleo, o Centro Al-Quds também tem como objeto de estudo as questões relativas ao Golfo com ênfase sobre Iraque e Irã.